# Nikolas Brino
Nikolas Landon Brino (Woodland Hills, Los Angeles, Califórnia, 21 de setembro de 1998) é um ator estadunidense.

## Filmografia
| Televisão   | Televisão  | Televisão    | Televisão     |
| Ano         | Título     | Papel        | Notas         |
| ----------- | ---------- | ------------ | ------------- |
| 1999 / 2007 | 7th Heaven | David Camden | 136 episódios |

## Prêmios e Indicações
| Prêmios | Prêmios   | Prêmios            | Prêmios                                                                       | Prêmios    |
| Ano     | Resultado | Premiação          | Categoria                                                                     | Título     |
| ------- | --------- | ------------------ | ----------------------------------------------------------------------------- | ---------- |
| 2007    | Indicado  | Young Artist Award | Melhor Performance em Série de TV (Comédia ou Drama) - Ator Jovem com 10 anos | 7th Heaven |
| 2008    | Indicado  | Young Artist Award | Melhor Performance em Série de TV - Ator Jovem com Menos de 10                | 7th Heaven |